# Freeport (Bahamas)
Freeport es una ciudad y distrito perteneciente al archipiélago de las Bahamas, en la isla Gran Bahama.
La ciudad es la mayor de la isla, y la segunda del país, por detrás de la capital, Nasáu.

## Demografía
Según el censo de 1990 la población era de 35.650 habitantes. La estimación de 2010 refiere a 44.293 habitantes.

## Historia
En 1955, Wallace Groves, un empresario de Virginia obtuvo una concesión de 200 km² en una zona de pantanos y monte bajo de la isla por parte del gobierno de Bahamas, con el fin de desarrollar allí el turismo y la inversión. Con el fin de atraer a los inversionistas, el acuerdo preveía una exoneración de impuestos durante 30 años (que luego aumentaría del 1985 al 2054).Sobre esta concesión se creó la ciudad de Freeport que prosperó hasta ser la segunda ciudad más poblada de las Bahamas después de la capital, Nasáu.

## Turismo
El turismo también constituye un sector importante de actividad para la ciudad, ya que Freeport recibe cerca de un millón de visitantes al año. La inmensa mayoría de los turistas van a la periferia de la ciudad, en Lucaya, un lugar precolombino de la isla de Gran Bahama.
La ciudad está comunicada por el aeropuerto internacional de Gran Bahama y recibe cerca de 50.000 vuelos al año.

## Clima
| Parámetros climáticos promedio de Freeport, Bahamas (1971-2000) | Parámetros climáticos promedio de Freeport, Bahamas (1971-2000) | Parámetros climáticos promedio de Freeport, Bahamas (1971-2000) | Parámetros climáticos promedio de Freeport, Bahamas (1971-2000) | Parámetros climáticos promedio de Freeport, Bahamas (1971-2000) | Parámetros climáticos promedio de Freeport, Bahamas (1971-2000) | Parámetros climáticos promedio de Freeport, Bahamas (1971-2000) | Parámetros climáticos promedio de Freeport, Bahamas (1971-2000) | Parámetros climáticos promedio de Freeport, Bahamas (1971-2000) | Parámetros climáticos promedio de Freeport, Bahamas (1971-2000) | Parámetros climáticos promedio de Freeport, Bahamas (1971-2000) | Parámetros climáticos promedio de Freeport, Bahamas (1971-2000) | Parámetros climáticos promedio de Freeport, Bahamas (1971-2000) | Parámetros climáticos promedio de Freeport, Bahamas (1971-2000) |
| Mes                                                             | Ene.                                                            | Feb.                                                            | Mar.                                                            | Abr.                                                            | May.                                                            | Jun.                                                            | Jul.                                                            | Ago.                                                            | Sep.                                                            | Oct.                                                            | Nov.                                                            | Dic.                                                            | Anual                                                           |
| --------------------------------------------------------------- | --------------------------------------------------------------- | --------------------------------------------------------------- | --------------------------------------------------------------- | --------------------------------------------------------------- | --------------------------------------------------------------- | --------------------------------------------------------------- | --------------------------------------------------------------- | --------------------------------------------------------------- | --------------------------------------------------------------- | --------------------------------------------------------------- | --------------------------------------------------------------- | --------------------------------------------------------------- | --------------------------------------------------------------- |
| Temp. máx. media (°C)                                           | 24.3                                                            | 24.4                                                            | 25.8                                                            | 27.4                                                            | 29.7                                                            | 31.2                                                            | 32.2                                                            | 32.3                                                            | 31.7                                                            | 29.7                                                            | 27.3                                                            | 25.1                                                            | 28.4                                                            |
| Temp. mín. media (°C)                                           | 15.9                                                            | 15.6                                                            | 17.5                                                            | 19.2                                                            | 21.1                                                            | 23.2                                                            | 23.9                                                            | 23.9                                                            | 23.3                                                            | 21.4                                                            | 19.4                                                            | 17                                                              | 20.1                                                            |
| Precipitación total (mm)                                        | 83.1                                                            | 72.6                                                            | 93.5                                                            | 66.8                                                            | 104.7                                                           | 176.0                                                           | 165.4                                                           | 207.8                                                           | 217.4                                                           | 142.8                                                           | 93.0                                                            | 73.7                                                            | 1496.8                                                          |
| Fuente: WMO                                                     |                                                                 |                                                                 |                                                                 |                                                                 |                                                                 |                                                                 |                                                                 |                                                                 |                                                                 |                                                                 |                                                                 |                                                                 |                                                                 |

## Deportes
El jugador de baloncesto Buddy Hield nació en la ciudad; se crio en otra comunidad en Gran Bahama, Eight Mile Rock.